# System of a Down
 Ovo je glavno značenje pojma System of a Down. Za glazbeni album ovog sastava pogledajte System of a Down (album).
System of a Down (poznati i kao SOAD) je kalifornijski glazbeni sastav osnovan 1994., u čijem sastavu sviraju četvorica glazbenika armenskog podrijetla. Njihov glazbeni izričaj obuhvaća heavy metal, rock te armensku narodnu glazbu. Praktički od osnutka ga čine četiri ista člana; pjevač Serj Tankian, gitarist Daron Malakian, basist Shavo Odadjian te bubnjar John Dolmayan. Do sada su objavili pet studijskih albuma, te su 2006. za pjesmu "B.Y.O.B." osvojili nagradu Grammy u kategoriji za najbolju hard rock izvedbu.
Sastav je poznat po izražavanju svojih političkih stavova, kritiziranju američke imperijalne politike te utjecaja medija na moderno društvo. Jedan od motiva u njihovim pjesmama je i armenski genocid. System of a Down je također član neprofitne organizacije Axis of Justice, koju je osnovao Tankian zajedno s Tomom Morellom iz sastava Rage Against The Machine, a čiji je cilj povezivanje glazbenika, obožavatelja i političkih organizacija u borbi za društvenu pravdu.
Od 2006. do 2010. sastav je bio na privremenom prekidu, kako bi se članovi mogli posvetiti vlastitim projektima. Tankian je objavio dva solo albuma, Malakian i Dolmayan su osnovali sastav Scars on Broadway, a Odadjian sastav Achozen. Dana 29. studenog 2010. službeno su potvrdili povratničku turneju na koju su krenuli u ljeto 2011. godine.

## Povijest sastava

### Osnivanje i prve godine
Sastav je osnovan nakon što su se Serj Tankian i Daron Malakian, obadvoje armenskog podrijetla, slučajno sreli u glazbenom studiju dok su snimali sa svojim sastavima. Odlučili su osnovati novi sastav, te su ga nazvali "Soil". Postavu su uz Tankiana i Malakiana činili i basist Dave Hakopyan (danas član Mt. Heliuma) te bubnjar Domingo Laranio, a kasnije im se pridružio i Shavo Odadjian, koji je pohađao istu privatnu armensku školu kao i Tankian i Malakian. 
Nakon tri godine, te samo jednog nastupa uživo, sastav se raspada, te Tankian i Malakian osnivaju novi, kojeg nazivaju System of a Down, prema Malakianovoj pjesmi "Victims of a Down". Iako je Odadjian trebao biti menadžer sastava, ispostavilo se da dobro svira bas-gitaru, te postaje basist, a ulogu menadžera preuzima osnivač Velevet Hammer Musica, David "Beno" Benveniste. Nedugo nakon toga, pridružuje im se i bubnjar Ontronik "Andy" Khachaturian, koji je prije svirao s Malakianovim sastavom. Khachaturian je bio sa sastavom do 1997., kada je ozljedio ruku te neko vrijeme nije mogao svirati. Tada napušta sastav, a kasnije postaje pjevač sastava The Apex Theory i Vokee. Zamjenjuje ga John Dolmayan, koji je poput Tankiana, također rođen u Libanonu. Sastav je počeo s nastupima po Los Angelesu, te njihove su tri demosnimke ubrzo postale popularne. Uz par kasnije nikad objavljenih, na njima su se većinom nalazile pjesme koje će ubrzo objaviti na svom prvom studijskom albumu. Nakon što ih je na jednom koncertu slušao poznati producent Rick Rubin, koji je između ostalih radio s Red Hot Chili Peppersima i Slayerom, ponuđuje im ugovor s izdavačkom kućom American Recordings.

### Debitantski album i prvi uspjesi
Debitantski album nazvan jednostavno System of a Down predvođen singlovima "Sugar" i "Spiders", 1998. godine zaradio je platinastu nakladu. Ključni motivi poput primjerice armenskog genocida, socijalne nepravde i besmislenosti rata ostali su do danas temelji glazbenoga i kreativnoga izričaja glavnih tekstopisaca sastava, Darona Malakiana i Serja Tankiana. Također stil, sačinjen od elemenata metala, punk rocka, jazza i armenskog folklora nešto je po čemu se grupa izdvaja od ostalih. Nastupaju na Ozzfestu '97. kao predgrupa Slayeru, te kreću na turneju sa sastavima Fear Factory i Incubus.  Iste godine osvajaju nagradu Best Signed na Rock City Awardsu Godine 2000. snimaju obradu pjesme Black Sabbatha "Snowblind", koja se našla na tribute albumu Nativity in Black II.

### ToxicityiSteal This Album!
Nakon tri godine intenzivnog nastupanja širom SAD-a, uslijedio je njihov komercijalno najuspješniji album, Toxicity. Zanimljiv je podatak, kako je album zauzeo prvo mjesto na američkoj nacionalnoj top listi upravo onaj tjedan, kada se dogodio teroristički napad na New York, 11. rujna 2001. Ubrzo, političari su System of a Down etiketirali kao kontroverznu grupu zbog čega je i njihov singl "Chop Suey!", nominiran za Grammy, maknut s radijskog programa jer je sadržavao, kako je procijenjeno, u to vrijeme neprikladne sthove "I don’t think you trust in my self-righteous suicide" ("Mislim da ne vjeruješ u moje pravo na samoubojstvo"). Bez obzira na to, stekao je veliku popularnost, kao i singlovi "Aerials" i "Toxicity", koja je uvrštena na 14. mjesto top ljestvice 40 najboljih metal pjesama televizijske postaje VH1. Album se nalazio na prvom mjestu top ljestvica u Kanadi i SAD, gdje je zaradio i multiplatinastu nakladu, te je prodan u više od 12 milijuna primjeraka diljem svijeta. Sastav 2001. kreće na turneju po SAD-u i Meksiku zajedno sa Slipknotom, a godinu dana kasnije na Pledge of Allegiance turneju s Rammsteinom.  
Godinu dana kasnije izdaju novi album, Steal This Album!, na koji su uvrstili neobjavljene pjesme, skladane za Toxicity. Nedovršena verzija albuma, koju su obožavatelji nazvali Toxicity II procurila je na internet prije njegova službena objavljivanja. U to vrijeme počinje rat u Iraku, te System of a Down u izradi spota za singl "Boom!" surađuje s poznatim redateljem i kritičarom Bushove politike, Michaelom Moorom. 

### Mezmerize/Hypnotize
Godina 2005. će ostati upisana u mnogim rock enciklopedijama – System of a Down je izdao dva albuma, Mezmerize (22. svibnja) i Hypnotize (22. studenog), te s oba osvojio sam vrh najprestižnije, Billboardove top ljestvice. Do sada, to je uspjelo samo sastavima Beatles i Guns N' Roses te reperima 2Pac-u i DMX-u. Mezmerize, najavljen žestokom pjesmom "B.Y.O.B." (Bring Your Own Bombs), označio je novo poglavlje u povijesti grupe. Mnogi su fanovi ostali zbunjeni gotovo drastičnom promjenom stila, no ubrzo su shvatili kako je to nužan glazbeno-evolucijski korak u razvoju System of a Downa. Uslijedila je nagrada za najbolju alternativnu grupu godine od strane MTV-a. 
U studenome, na tržište su pustili i drugi album, pod nazivom Hypnotize. Članovi sastava priznaju kako su ideju dvostrukog albuma ukrali od Quentina Tarantina i njegovog filma Kill Bill. Omote za Mezmerize/Hypnotize izradio je otac gitarista Darona Malakiana, Vartan Malakian, inače poznati armenski slikar. Krajem 2005. godine, singl "B.Y.O.B." dobio je nagradu Grammy, u kategoriji najbolje hard rock izvedbe. Također, 2007. je njihova pjesma "Lonely Day" bila nominirana za Grammy u istoj kategoriji, no nagradu je dobio sastav Wolfmother za pjesmu "Woman". 
Pjesme System of a Downa bile su korištene u dokumentarnom filmu Screamers iz 2006., redateljice Carle Garapedian. Također se u filmu pojavljuju i sami članovi sastava, te govore o nužnosti priznanja armenskog genocida.

### Privremeni prekid, samostalni projekti
Nakon završetka Ozzfesta 2006., sastav je najavio višegodišnju stanku, kako bi se članovi grupe mogli posvetiti osobnim projektima. Na zasada posljednjem nastupu u West Palm Beachu u Floridi, Malakian je izjavio "Večeras je naš zadnji nastup prije nego što dugo nećemo svirati zajedno" i "Vratit ćemo se. Samo ne znamo kada".
Daron Malakian je s Dolmayanom osnovao sastav Scars on Broadway, te su u srpnju 2008. objavili istoimeni album. Shavo Odadjian je s RZA-om iz Wu-Tang Clana osnovao sastav Achozen, te trenutačno snimaju svoj prvi album, dok je Serj Tankian objavio tri solo albuma, studijske Elect the Dead i Imperfect Harmonies te koncertni Elect the Dead Symphony. 
U travnju 2008., na pitanje o ponovnom okupljanju sastava Malakian je izjavio "Svi ćemo znati kada dođe pravo vrijeme", a Dolmayan je dodao "Jednostavno će se dogoditi".

### Povratak
U listopadu 2009. su prvi put nakon prekida, tri od četiri člana sastava (Malakian, Odadjian i Dolmayan, bez Tankiana) nastupili zajedno, na dobrotvornom koncertu za Chi Chenga iz Deftonesa. Iako su se obožavatelji nakon Odadjianove poruke u siječnju 2010. na Twitteru "Are u guys ready for System???" (Jeste li spremni za System???) ponadali da će se sastav ponovno okupiti, Tankian je to opovrgnuo te je izjavio da su još uvijek na "neodređenom prekidu". No, ubrzo nakon što su se krajem studenog pojavile informacije o njihovim nastupima na europskim festivalima, 29. studenog članovi sastava su i službeno potvrdili da su se ponovo okupili, te da će u ljeto 2011. krenuti na povratničku turneju. Prvi koncert nakon pet godina pauze odradili su 10. svibnja u Edmontonu, a najavljeni su i njihovi nastupi na festivalima Download, Nova Rock, Rock am Ring/Rock im Park, Rock in Rio te drugima.
Povodom sukoba u Gorskom Karabahu 2020. godine, objavili su dvije nove pjesme, prve nakon 15 godina, nazvane "Protect the Land" i "Genocidal Humanoidz". Zarada od pjesama namijenjena je armenskom humanitarnom fondu za potrebe izbjeglih obitelji tijekom rata.

## Stil i utjecaji
Zbog mnogo eksperimentiranja, glazbu System of a Downa nije jednostavno kategorizirati. Najčešči žanrovi kojima se opisuje njihova glazba su alternativni metal, alternativni rock, art rock, eksperimentalni rock, hard rock, heavy metal, nu metal, progresivni metal i progresivni rock.
Pri sviranju, uz standardne instrumente koriste i električne mandoline, baritonske gitare, akustične gitare, sitare, te gitare s 12 žica. Kao najveće utjecaje ističu bliskoistočnu glazbu, Ozzyja Osbournea, Dead Kennedyse, Franka Zappu, Slayer i Van Halen. No, vjerojatno najtočnije je njihovu glazbu opisao Dolmayan izjavom: "Mislim da ne zvučimo poput nikog drugog. Smatram nas System of a Downom."
Filozofiju sastava možda će najbolje objasniti sam Tankian – "Mislim da je sudbina izabrala glazbu za nas četvoricu. I ti ako pratiš svoj put, svoje srce, sigurno nećeš pogriješiti."

## Nagrade i nominacije
Sastav je četiri puta bio nominiran za Grammy, te je osvojio jedan za pjesmu "B.Y.O.B.". Također su bili nominirani za neke nagrade Kerrang!-a i MTV-a.
Nagrade Grammy
| Godina | Skladba      | Kategorija                 | Rezultat   |
| ------ | ------------ | -------------------------- | ---------- |
| 2002.  | "Chop Suey!" | Najbolja metal izvedba     | Nominacija |
| 2003.  | "Aerials"    | Najbolja hard rock izvedba | Nominacija |
| 2006.  | "B.Y.O.B."   | Najbolja hard rock izvedba | Nagrada    |
| 2007.  | "Lonely Day" | Najbolja hard rock izvedba | Nominacija |

## Članovi sastava
- Daron Malakian – vokal, gitara (1994.-)
- Serj Tankian – vokal, klavijature, ritam gitara (1994.-)
- bas-gitara, prateći vokal (1994.-)
- bubnjevi (1997.-)

### Bivši članovi
- Ontronik "Andy" Khachaturian – bubnjevi (1994. – 1997.)

## Diskografija

### Demouradci
- 1995.: Untitled Demo Tape
- 1995.: Demo #1
- 1996.: Demo #2
- 1997.: Demo #3

### Studijski albumi
- System of a Down (1998.)
- Toxicity (2001.)
- Steal This Album! (2002.)
- Mezmerize (2005.)
- Hypnotize (2005.)

### Singlovi
- 1998.: "Sugar"
- 1999.: "Spiders"
- 2001.: "Chop Suey!"
- 2001.: "Toxicity"
- 2002.: "Aerials"
- 2002.: "Innervision"
- 2005.: "B.Y.O.B."
- 2005.: "Question!"
- 2005.: "Hypnotize"
- 2006.: "Lonely Day"
- 2006.: "Kill Rock 'n Roll"
- 2020.: "Protect the Land"
- 2020.: "Genocidal Humanoidz"

## Videografija
- 1998.: War
- 1998.: Sugar – Režija: Nathan Cox
- 1999.: Spiders – Režija: Charlie Deaux
- 2001.: Chop Suey! – Režija: Marcos Siega / Shavo Odadjian
- 2002.: Toxicity – Režija: Shavo Odadjian
- 2002.: Aerials – Režija: Shavo Odadjian
- 2003.: Boom – Režija: Michael Moore
- 2005.: B.Y.O.B. – Režija: Jake Nava
- 2005.: Question! – Režija: Shavo Odadjian / Howard Greenhalgh
- 2005.: Hypnotize – Režija: Shavo Odadjian
- 2005.: Lonely Day – Režija: Josh Melnick / Xander Charity
- 2020.: Protect the Land – Režija: Shavo Odadjian / Ara Soudjian

## Vanjske poveznice
- Službena stranica